# Athex Composite Share Price Index
| Athex Composite Share Price Index | Athex Composite Share Price Index |
| Stammdaten                        | Stammdaten                        |
| --------------------------------- | --------------------------------- |
| Staat                             | Griechenland                      |
| Börse                             | Athener Börse                     |
| ISIN                              | GRI99117A004                      |
| WKN                               | A0C301                            |
| Symbol                            | GD                                |
| RIC                               | .ATG                              |
| Bloomberg code                    | ASE                               |
| Kategorie                         | Aktienindex                       |
| Typ                               | Kursindex                         |
| Familie                           | Athex Indices                     |

Der Athex Composite oder Athex Composite Share Price Index ist der wichtigste griechische Aktienindex. Die Abkürzung Athex steht für Athens Stock Exchange. Der Athex Composite zeichnet die Kursentwicklung der 60 größten und umsatzstärksten griechischen Unternehmen an der Athener Börse nach. Er bildet damit das Marktsegment der griechischen Standardwerte ab und ist der Leitindex für den griechischen Aktienmarkt.

## Berechnung
Der Athex Composite Share Price Index ist ein Kursindex, in dem die 60 größten und umsatzstärksten Aktiengesellschaften der Athens Stock Exchange (Athex) gelistet sind. Um in den Index aufgenommen zu werden, muss das Unternehmen finanziell handlungsfähig sein, eine hohe Liquidität aufweisen und auf der Athener Börse gehandelt werden. Der Indexstand wird ausschließlich auf Grund der Aktienkurse ermittelt und nur um Erträge aus Bezugsrechten und Sonderzahlungen bereinigt.
Gewichtet werden die Gesellschaften nach der Streubesitz-adjustierten Marktkapitalisierung; einen Maximalwert für den Anteil einzelner Unternehmen gibt es nicht. Kapitalmaßnahmen wie Aktiensplits haben keinen (verzerrenden) Einfluss auf den Index. Eine Überprüfung der Zusammensetzung des Index erfolgt zweimal im Jahr (April und Oktober). Die Berechnung wird während der Athex-Handelszeit von 10:30 Uhr bis 17:20 Uhr Ortszeit (9:30 Uhr bis 16:20 Uhr MEZ) alle 30 Sekunden aktualisiert. Ein weiterer Index der Athener Börse ist der FTSE/Athex Large Cap, in dem die 25 größten und umsatzstärksten Unternehmen des Landes gelistet sind.

## Geschichte

### 20. Jahrhundert

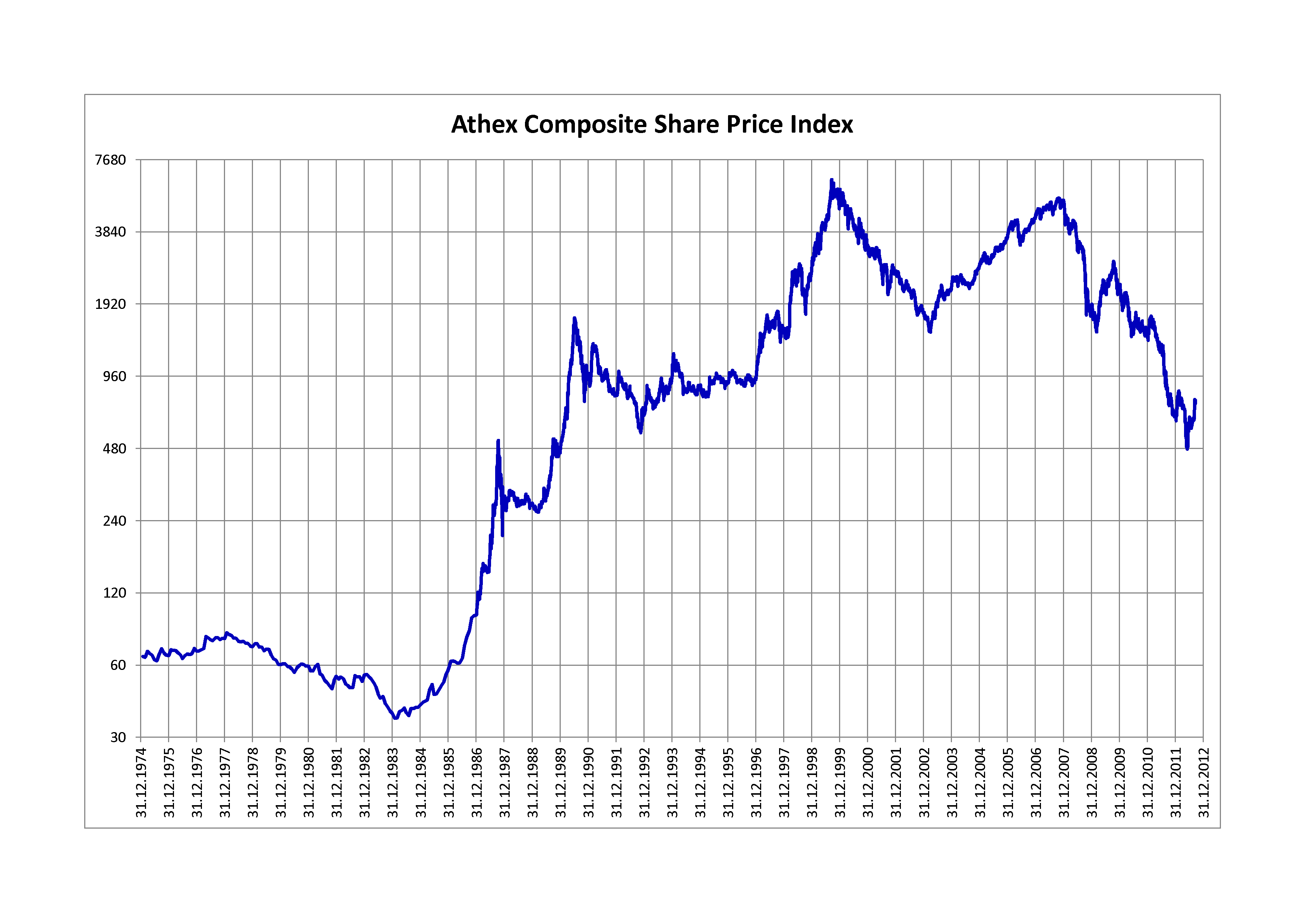
Athex Composite Share Price Index 1974–2012

Der griechische Leitindex startete 1964 mit einem Basiswert von 100 Punkten. Im Januar 1978 wurde ein Wert von 1.615,93 Punkten ermittelt. Im Verlauf der Rezession Anfang der 1980er Jahre musste der Aktienmarkt Kursverluste hinnehmen. Ende Januar 1984 schloss das Börsenbarometer bei 710,09 Punkten und damit um 56,1 Prozent tiefer als sechs Jahre zuvor. Ende September 1987 beendete der Index den Handel bei 8.058,36 Punkten. Der Gewinn seit Januar 1984 liegt bei 1.035 Prozent. 1988 unterzog die Athener Börse den Index einer Revision. Er wurde bis zum am 31. Dezember 1980 auf einen Basiswert von 100 Punkten zurückgerechnet.
Am 4. Mai 1990 schloss der Index mit 1.002,07 Punkten rechnerisch erstmals über der 1.000-Punkte-Marke. Am 5. Juli 1990 beendete er den Handel bei 1.684,31 Punkten. Im Verlauf der Rezession Anfang der 1990er Jahre sank der Athex Composite bis zum 12. November 1990 auf einen Schlussstand von 752,14 Punkten. Das entspricht seit Juli 1990 einem Verlust von 55,3 Prozent. Nach einem Anstieg bis zum 4. März 1991 bis auf 1.317,85 Punkte fiel das Börsenbarometer in den folgenden 18 Monaten um 57,6 Prozent. Am 17. November 1992 beendete der Athex Composite den Handel bei 558,85 Punkten.
Am 18. Januar 1994 schloss der Index bei 1.195,00 Punkten und damit um 113,8 Prozent höher. Bis zum 17. März 1995 fiel das Börsenbarometer um 34,1 Prozent auf einen Schlussstand von 787,00 Punkten. Am 8. Oktober 1997 beendete der Leitindex den Handel bei 1.794,14 Punkten. Der Gewinn seit März 1995 beträgt 128,0 Prozent. Im Verlauf der Asienkrise verlor der Athex Composite an Wert. Am 29. Januar 1998 schloss er bei 1.380,13 Punkten. Der Verlust seit Juli 1998 liegt bei 23,1 Prozent.
Am 3. Mai 1998 fällte der Rat der Europäischen Union die Entscheidung über die ersten Teilnehmerstaaten zum Euro. Griechenland erfüllte zu diesem Zeitpunkt die EU-Konvergenzkriterien nicht, wurde aber am 1. Januar 2001 als zwölftes Land in die Europäische Wirtschafts- und Währungsunion aufgenommen, sodass es wie die übrigen Staaten ab Januar 2002 die ersten Euromünzen und -scheine ausgeben konnte. 1998 und 1999 erzielte der Aktienindex zahlreiche Rekorde. Am 23. August 1999 beendete er den Handel mit 5.066,39 Punkten zum ersten Mal über der Grenze von 5.000 Punkten. Am 17. September 1999 schloss der griechische Leitindex mit 6.355,04 Punkten auf einem Allzeithoch. Der Gewinn seit Januar 1998 liegt bei 360,5 Prozent. Die Marktkapitalisierung aller im Index gelisteten Unternehmen lag am 17. September 1999 bei 208,631 Milliarden Euro.

### 21. Jahrhundert
Nach dem Platzen der Spekulationsblase im Technologiesektor (Dotcom-Blase) fiel der Index bis zum 31. März 2003 auf einen Tiefststand von 1.467,30 Punkten. Das war ein Rückgang seit Oktober 1999 um 76,2 Prozent. Es war der größte Sturz in der Geschichte des Index. Der 31. März 2003 bedeutet das Ende der Talfahrt. Ab dem Frühjahr 2003 begann der Athex Composite wieder zu steigen. Bis zum 13. Oktober 2007 stieg er um 263,7 Prozent auf einen Schlussstand von 5.334,50 Punkten.
Im Verlauf der internationalen Finanzkrise, die im Sommer 2007 in der US-Immobilienkrise ihren Ursprung hatte, verlor der Index an Wert. Am 15. September 2008 schloss er mit 2993,05 Punkten unter der 3.000-Punkte-Marke und am 23. Oktober 2008 mit 1.914,37 Punkten unter der Grenze von 2.000 Punkten. Einen Tiefststand erzielte der Aktienindex am 9. März 2009, als er den Handel bei 1.469,41 Punkten beendete. Seit dem 13. Oktober 2007 entspricht das einem Rückgang um 72,5 Prozent. Der 9. März 2009 markiert den Wendepunkt der Talfahrt. Ab dem Frühjahr 2009 war der Index wieder auf dem Weg nach oben. Bis zum 14. Oktober 2009 stieg er um 97,2 Prozent auf einen Schlussstand von 2.896,91 Punkten.
Im Verlauf der griechischen Finanzkrise, die mit der Verschuldung des griechischen Staates zusammenhängt und mit einer Destabilisierung der europäischen Gemeinschaftswährung einherging, verlor der Athex Composite erneut an Wert. Am 8. August 2011 beendete er den Handel bei 998,24 Punkten zum damit zum ersten Mal seit 1997 unter der 1.000-Punkte-Marke. Am 29. August 2011 stieg der Index um 14,37 Prozent auf einen Schlussstand von 1.006,59 Punkten. Grund war die Bekanntgabe von Fusionsverhandlungen zwischen der EFG Eurobank Ergasias und der Alpha Bank. Mit dem Zusammenschluss der zweit- und drittgrößten griechischen Bank, gemessen an der Bilanzsumme, entstände die größte Privatbank Südosteuropas. Am 5. Juni 2012 schloss der griechische Leitindex bei 476,36 Punkten und damit auf dem tiefsten Stand seit dem 3. Januar 1990. Der Verlust seit dem Höchststand am 14. Oktober 2009 liegt bei 83,6 Prozent und seit dem Allzeithoch am 17. September 1999 bei 92,5 Prozent. Die Marktkapitalisierung aller im Index gelisteten Unternehmen lag am 5. Juni 2012 bei 15,657 Milliarden Euro.
Am 14. Juni 2012 stieg der Index um 10,12 Prozent auf einen Schlussstand von 550,10 Punkten. Grund waren Spekulationen über einen Sieg der Nea Dimokratia bei der Parlamentswahl am 17. Juni 2012. Der Wahlsieg der Nea Dimokratia, einem Befürworter des Sparkurses in Griechenland, sowie die Ankündigung neuer Anleihekaufprogramme der Europäischen Zentralbank und der US-Notenbank in grundsätzlich unbegrenztem Umfang führte zu einer Erholung der Kurse am Aktienmarkt. Die monetären Impulse spielten eine größere Rolle bei der Kursbildung, als die Schrumpfung der griechischen Wirtschaft und die Lage der Unternehmen. Am 10. Januar 2013 schloss der Athex Composite bei 984,85 Punkten und damit um 106,7 Prozent höher als am 5. Juni 2012.

### Höchststände
Die Übersicht zeigt die Allzeithöchststände des Athex Composite Share Price Index.
|                      | Punkte   | Datum                       |
| -------------------- | -------- | --------------------------- |
| im Handelsverlauf    | 6.484,38 | Freitag, 17. September 1999 |
| auf Schlusskursbasis | 6.355,04 | Freitag, 17. September 1999 |

### Meilensteine
Die Tabelle zeigt die Meilensteine des Athex Composite Share Price Index.
| Erster Schlussstand über | Schlussstand in Punkten | Datum              |
| ------------------------ | ----------------------- | ------------------ |
| 100                      | 100,00                  | 31. Dezember 1980  |
| 500                      | 504,02                  | 13. Oktober 1987   |
| 1.000                    | 1.002,07                | 4. Mai 1990        |
| 1.500                    | 1.572,29                | 26. Juni 1990      |
| 2.000                    | 2.063,32                | 27. März 1998      |
| 2.500                    | 2.627,90                | 21. April 1998     |
| 3.000                    | 3.000,75                | 7. Januar 1999     |
| 3.500                    | 3.537,90                | 12. März 1999      |
| 4.000                    | 4.037,02                | 7. Mai 1999        |
| 4.500                    | 4.528,38                | 19. Juli 1999      |
| 5.000                    | 5.066,39                | 23. August 1999    |
| 5.500                    | 5.621,67                | 6. September 1999  |
| 6.000                    | 6.032,85                | 13. September 1999 |

### Jährliche Entwicklung
Die Tabelle zeigt die jährliche Entwicklung des Athex Composite Share Price Index.
| Jahr | Schlussstand in Punkten | Veränderung in Punkten | Veränderung in % |
| ---- | ----------------------- | ---------------------- | ---------------- |
| 1980 | 100,00                  |                        |                  |
| 1981 | 86,59                   | −13,41                 | −13,41           |
| 1982 | 93,42                   | 6,83                   | 7,89             |
| 1983 | 58,26                   | −35,16                 | −37,64           |
| 1984 | 59,18                   | 0,92                   | 1,58             |
| 1985 | 70,95                   | 11,77                  | 19,89            |
| 1986 | 103,86                  | 32,91                  | 46,38            |
| 1987 | 272,47                  | 168,61                 | 162,34           |
| 1988 | 279,65                  | 7,18                   | 2,64             |
| 1989 | 459,43                  | 179,78                 | 64,29            |
| 1990 | 932,00                  | 472,57                 | 102,86           |
| 1991 | 809,71                  | −122,29                | −13,12           |
| 1992 | 672,31                  | −137,40                | −16,97           |
| 1993 | 958,66                  | 286,35                 | 42,59            |
| 1994 | 868,91                  | −89,75                 | −9,36            |
| 1995 | 914,15                  | 45,24                  | 5,21             |
| 1996 | 933,48                  | 19,33                  | 2,11             |
| 1997 | 1.479,63                | 546,15                 | 58,51            |
| 1998 | 2.737,55                | 1.257,92               | 85,02            |
| 1999 | 5.535,09                | 2.797,54               | 102,19           |
| 2000 | 3.388,86                | −2.146,23              | −38,77           |
| 2001 | 2.591,56                | −797,30                | −23,53           |
| 2002 | 1.748,42                | −843,14                | −32,53           |
| 2003 | 2.263,58                | 515,16                 | 29,46            |
| 2004 | 2.786,18                | 522,60                 | 23,09            |
| 2005 | 3.663,90                | 877,72                 | 31,50            |
| 2006 | 4.394,13                | 730,23                 | 19,93            |
| 2007 | 5.178,83                | 784,70                 | 17,86            |
| 2008 | 1.786,51                | −3.392,32              | −65,50           |
| 2009 | 2.196,16                | 409,65                 | 22,93            |
| 2010 | 1.413,94                | −782,22                | −35,62           |
| 2011 | 680,42                  | −733,52                | −51,88           |
| 2012 | 907,90                  | 227,48                 | 33,43            |
| 2013 | 1.162,68                | 254,78                 | 28,06            |
| 2014 | 826,18                  | −336,50                | −28,94           |
| 2015 | 631,35                  | −194,83                | −23,58           |
| 2016 | 643,64                  | 12,29                  | 1,95             |
| 2017 | 802,37                  | 158,73                 | 24,66            |
| 2018 | 613,30                  | −189,07                | −23,56           |
| 2019 | 916,67                  | 303,37                 | 49.47            |
| 2020 | 808,99                  | −107,68                | −11.75           |
| 2021 | 893,34                  | 84,35                  | 10,43            |
| 2022 | 929,79                  | 36,45                  | 4,08             |
| 2023 | 1.293,14                | 363,35                 | 39,08            |

## Zusammensetzung
Der Athex Composite Share Price Index setzt sich aus folgenden Unternehmen zusammen (Stand: August 2025; dargestellt sind Gewichtungen ab 0,5 %).
| Name                            | Branche             | Indexgewichtung in % |
| ------------------------------- | ------------------- | -------------------- |
| National Bank of Greece         | Banken              | 10,83                |
| Eurobank Ergasias               | Banken              | 10,34                |
| Piraeus Financial Holdings      |                     | 9,75                 |
| Alpha Bank                      | Banken              | 8,99                 |
| Coca-Cola HBC                   | Getränke            | 8,49                 |
| METLEN Energy and Metals        |                     | 7,70                 |
| OPAP                            | Glücksspiel         | 5,61                 |
| Jumbo S.A.                      | Spielwaren          | 5,09                 |
| PPC                             | Energie             | 4,40                 |
| Hellenic Telecom Organinisation | Telekommunikation   | 4,25                 |
| Bank of Cyprus                  | Banken              | 3,12                 |
| Gek Terna Holding               | Bauhauptgewerbe     | 2,44                 |
| Motor Oil Hellas                | Öl und Gas          | 2,42                 |
| Titan Cement                    | Baumaterial         | 2,32                 |
| Optima Bank                     | Banken              | 1,74                 |
| Helleniq Energy                 | Energie             | 1,04                 |
| Cenergy                         |                     | 0.96                 |
| Athens International Airport    |                     | 0,92                 |
| Lamda Development               | Immobilien          | 0,83                 |
| Aegean Airlines                 | Fluggesellschaften  | 0,79                 |
| Hellenic Exchanges              | Finanzdienstleister | 0,62                 |
| Admie Holding (IPTO)            | Energie             | 0,56                 |
| Aktor                           |                     | 0,52                 |